# حي امبيخة (المكلا)
حي امبيخة هو أحد أحياء مدينة المكلا في محافظة حضرموت اليمنية. يبلغ تعداد سكانه 372 نسمة حسب التعداد السكاني في اليمن لعام 2004.